# Sergei Iwanowitsch Adjan
Sergei Iwanowitsch Adjan (russisch Сергей Иванович Адян, englisch Sergei Adian (Adyan); armenisch Սերգեյ Իվանովիչ Ադյան; * 1. Januar 1931 in Quşçu, Rajon Daşkəsən, Aserbaidschanische SSR, Sowjetunion; † 5. Mai 2020 in Moskau, Russland) war ein sowjetischer und russischer Mathematiker, der sich mit Gruppentheorie und mathematischer Logik befasste.

## Leben
Adjan war der Sohn eines Zimmermanns armenischer Nationalität, der 1941 an der Front fiel. Sein mathematisches Talent fiel früh in der Schule auf und er studierte zunächst in Jerewan, dann am Moskauer Staatlichen Pädagogischen Institut bei Pjotr Sergejewitsch Nowikow, bei dem er 1955 promovierte. In der Dissertation zeigte er die Unentscheidbarkeit einer großen Klasse von Problemen der Gruppentheorie (Satz von Adian und Rabin), zum Beispiel der Isomorphie zu einer gegebenen Gruppe G. 1956 erhielt er dafür den Preis der Moskauer Mathematischen Gesellschaft und 1963 den Tschebyschow-Preis der Akademie der Wissenschaften der UdSSR. 1957 ging er mit Nowikow in die neu gegründete Abteilung für Mathematische Logik des Steklow-Instituts (geleitet von Nowikow). Dort begann seine Zusammenarbeit mit Nowikow über das Burnside-Problem der Gruppentheorie, wobei sie bedeutende Teilresultate erzielten. 1973 übernahm er von Nowikow die Leitung der Abteilung Mathematische Logik am Steklow-Institut. Außerdem lehrte er an der Lomonossow-Universität.
Er war seit 1991 korrespondierendes und seit 2000 Vollmitglied der Russischen Akademie der Wissenschaften. 1999 erhielt er den Staatspreis der Russischen Föderation.

## Schriften
- Unlösbarkeit einiger algorithmischer Probleme in der Gruppentheorie (russisch), Trudy Moskov. Mat. Obšč., 6, 1957, 231–298
- mit Novikov Infinite periodic groups, Teil 1–3, Math. USSR Izv., Band 2, 1968, S. 209, 241, 665.
- The Burnside problem and identities in groups, Ergebnisse der Mathematik und ihrer Grenzgebiete, Springer Verlag 1979 (russische Ausgabe 1975)
- Random Walks on free periodic subgroups, Izv. Akad. Nauka SSSR, Ser. Mat., Band 46, 1982, S. 1139–1149.